# Костюченко, Улита Иосифовна
Улита Иосифовна Костюченко (18 июня 1913, Дегтярёвка, Черниговская губерния — 2 января 1985, Дегтярёвка, Черниговская область) — звеньевая по выращиванию конопли колхоза «Жовтень» Новгород-Северского района Черниговской области Украинской ССР.

## Биография
Родилась 18 июня 1913 года в селе Дегтярёвка (ныне Новгород-Северского района Черниговской области) в многодетной крестьянской семье. Украинка.
Работала звеньевой по выращиванию конопли в колхозе «Жовтень». После войны звено У. И. Костюченко добилось высоких результатов в труде, овладело техникой посева, выращивания и сбора конопли. План сдачи семян конопли выполнялся в течение 7—11 дней. Продукция сданного волокна была отличного качества: треста шла средним номером 1,1; по волокну большинство партий сданы 7-м и 8-м номером.
По урожаю и качеству волокна конопли колхоз «Жовтень» занимал первое место в Новгород-Северском районе и получал большие доходы. Появились в колхозной кассе деньги и на них уже в 1949 году приобрели две грузовые машины, а через год ещё две.
Указом Президиума Верховного Совета СССР от 4 мая 1951 года за исключительные заслуги перед государством, выразившиеся в получении в 1950 году урожая семян среднерусской конопли 12,3 центнера с гектара на площади 5,3 гектара, Костюченко Улите Иосифовне присвоено звание Героя Социалистического Труда с вручением ордена Ленина и золотой медали «Серп и Молот».
В 1952 году за ударный труд была награждена вторым орденом Ленина и медалью «За трудовую доблесть».
Четыре раза была участником Выставки достижений народного хозяйства. Персональный пенсионер республиканского значения.
Жила в селе Дегтярёвка. Умерла 2 января 1985 года. Похоронена на кладбище в селе Дегтярёвка.

## Награды
- Медаль «Серп и Молот» (4 мая 1951);
- Дважды Орден Ленина (4 мая 1951, 1952);
- Медаль «За трудовую доблесть» (1952).